# Rosebleu
Rosebleu(로제-브루)는 일본의 주식회사 샤트룩스의 미소녀 게임 브랜드이다.

## 개요
Navel의 일부 스탭들이 퇴사하여 설립했다. 회사의 이름은 영어의 'Rose'와 프랑스어에서 '파랑'을 의미하는 'Bleu'의 합성어이다.

## 작품 목록
- 2009년 6월 26일 - Stellar☆Theater
- 2010년 6월 25일 - Tiny Dungeon ~BLACK and WHITE~
- 2010년 12월 24일 - Tiny Dungeon ~BLESS of DRAGON~
- 2011년 6월 24일 - Stellar☆Theater ENCORE

## 제작진
- 아오네코(青猫): 대표, 프로그래머. 원래 Navel 소속.
- 아고바리아: 기획·시나리오. 원래 Basil, 윈드밀, Navel 소속.
- 守屋天: 디렉터·시나리오. 원래 Purple software 소속.
- 오야카타(おやかた): 그래픽. 원래 Navel 소속.
- 캬샤린(きゃしゃりん): 홍보.